# 憬興
憬興（きょうごう、生没年不明）は、新羅の人で法相宗の僧である。7世紀後半の人だとされるが、詳細は不明。

## 人物
神文王の命により、国老の地位につき、三郎寺に住して、国政に助言を行った。玄奘や基などの系統に属し、唯識説や、浄土教に関する経論の注釈を多く書いた。

## 著書
- 『無量寿経連義述文賛』3巻 - 『述文賛』と略称される。
  - 源信は『往生要集』において、『無量寿経連義述文賛』を引用している。引用箇所は、『無量寿経連義述文賛』の書名ではなく「憬興師云」・「興云」・「憬興師疏」と記されている。
  - 親鸞は『教行信証』や『浄土三経往生文類』において、『無量寿経連義述文賛』を引用している。引用箇所は、『無量寿経連義述文賛』の書名ではなく「憬興師云」と記されている。